# Liste der Biografien/Kale
Liste der Biografien |
Portal Biografien |
Personensuche
# |
A |
B |
C |
D |
E |
F |
G |
H |
I |
J |
K |
L |
M |
N |
O |
P |
Q |
R |
S |
T |
U |
V |
W |
X |
Y |
Z |
?
 
Ka |
Kb |
Kc |
Kd |
Ke |
Kf |
Kg |
Kh |
Ki |
Kj |
Kl |
Km |
Kn |
Ko |
Kp |
Kr |
Ks |
Kt |
Ku |
Kv |
Kw |
Ky |
Kx |
Kz
 
Kaa–Kag |
Kah |
Kai |
Kaj |
Kak |
Kal |
Kam |
Kan |
Kao |
Kap |
Kar |
Kas |
Kat |
Kau |
Kav |
Kaw |
Kay |
Kaz
 
Kala |
Kalb |
Kalc |
Kald |
Kale |
Kalf |
Kalh |
Kali |
Kalj |
Kalk |
Kall |
Kalm |
Kaln |
Kalo |
Kalp |
Kals |
Kalt |
Kalu |
Kalv |
Kalw |
Kaly |
Kalz
Die Liste der Biografien führt alle Personen auf, die in der deutschsprachigen Wikipedia einen Artikel haben. Dieses ist eine Teilliste mit 104 Einträgen von Personen, deren Namen mit den Buchstaben „Kale“ beginnt.

## Kale
- Kale, Cyriacus, deutscher Kaufmann
- Kale, Franz (1499–1558), deutscher Bürgermeister
- Kale, Hans († 1404), deutscher Wechsler und Ratsherr
- Kale, Jonathan (* 1985), US-amerikanisch-ivorischer Basketballspieler
- Kale, Laxmikant, US-amerikanischer Informatiker
- Kale, Tvrtko (* 1974), kroatischer Fußballtorhüter

### Kaleb
- Kaleb, Ante (* 1993), kroatischer Handballspieler
- Kaleb, Nikša (* 1973), kroatischer Handballspieler
- Kaleb, Vjekoslav (1905–1996), jugoslawischer Schriftsteller
- Kalebek, Asude (* 1999), türkische Schauspielerin

### Kalec
- Kalechofsky, Roberta (1931–2022), US-amerikanische Schriftstellerin, Feministin und Tierrechtlerin
- Kaleci, Nedim (1900–1981), türkischer Fußballspieler und -trainer
- Kalecikli, Bülent (* 1989), türkischer Fußballspieler
- Kalecinski, Urs (* 1998), deutscher Bodybuilder und Influencer
- Kaleck, Sascha Uwe (* 1997), deutscher Volleyballspieler
- Kaleck, Wolfgang (* 1960), deutscher RechtsanwaltWolfgang Kaleck (* 1960)

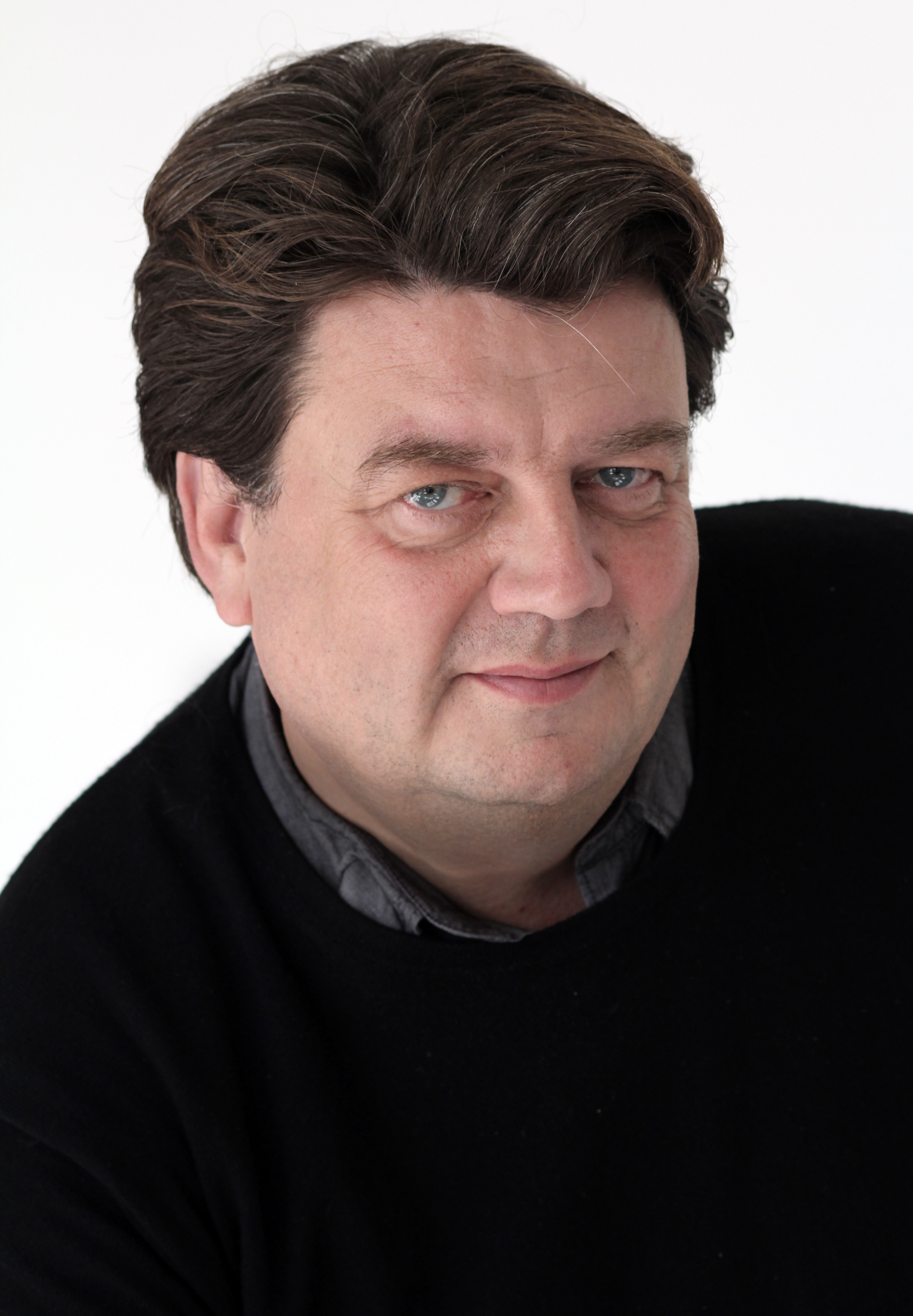
Wolfgang Kaleck (* 1960)

- Kalecki, Michał (1899–1970), polnischer Ökonom

### Kaled
- Kalėda, Saulius Lukas (* 1976), litauischer Jurist
- Kalėdienė, Birutė (* 1934), litauische, für die Sowjetunion startende Speerwerferin
- Kaledin, Alexei Maximowitsch (1861–1918), russischer General und Kosakenataman

### Kalee
- Kalee, Kimberly (* 2002), niederländische Bahnradsportlerin
- Kaleem, Musa (1921–1988), US-amerikanischer Tenorsaxophonist, Baritonsaxophonist und Flötist
- Kaleemullah (* 1990), omanischer Cricketspieler
- Kaleen (* 1994), österreichische Tänzerin, Choreographin und SängerinKaleen (* 1994)

Kaleen (* 1994)

### Kalei
- Kaleinikovas, Mark (* 1998), litauischer Eishockeyspieler

### Kalej
- Kalej, Anastassija (* 1992), belarussische Biathletin
- Kalejn, Borjana (* 2000), bulgarische rhythmische Sportgymnastin
- Kalējs, Oto, lettischer Skispringer
- Kalējs, Reinholds (* 1909), lettischer Fußballspieler

### Kalek
- Kałek, Lucyna (* 1956), polnische Hürdenläuferin
- Kaléko, Mascha (1907–1975), jüdische Dichterin deutscher Sprache

### Kalel
- Kaleli, İlker (* 1984), türkischer Schauspieler

### Kalem
- Kalem, Toni (* 1950), US-amerikanische Schauspielerin, Drehbuchautorin und Filmregisseurin
- Kalema, Rhoda (1929–2025), ugandische Politikerin
- Kalema-Zikusoka, Gladys (* 1970), ugandische Tierärztin
- Kalemani, Medard (* 1968), tansanischer Politiker
- Kalemba, Stanisław (* 1947), polnischer Politiker, Mitglied des Sejm, Minister für Landwirtschaft und Dorfentwicklung in der Regierung von Donald Tusk
- Kalember, Patricia (* 1956), US-amerikanische Schauspielerin
- Kalember, Vlado (* 1953), kroatischer Popsänger
- Kalemci, Alper (* 1991), türkischer Fußballspieler
- Kalemi, Oxana (* 1976), ukrainische Autorin
- Kalemli, Mustafa (* 1943), türkischer Urologe und Politiker

### Kalen
- Kalén, Gunnar (1901–1934), schwedischer Motorradrennfahrer
- Kalenbach, Dieter (1937–2021), deutscher Comiczeichner
- Kalenbach-Schröter, Gustav (1821–1901), Schweizer Maler, Zeichner, Dessinateur, Modellbauer und Zeichenlehrer
- Kalenbach-Schröter, Nanette (1831–1917), Schweizer Oberarbeitslehrerin, Zeitungsverlegerin und Publizistin
- Kalenbajew, Arsen (* 1999), kirgisischer Billardspieler
- Kalenberg, Harry (1921–1993), österreichischer Schauspieler und Synchronsprecher
- Kalenberg, Josef (1886–1962), deutsch-österreichischer Opernsänger (Tenor)
- Kalenberg, Paula (* 1986), deutsche SchauspielerinPaula Kalenberg (* 1986)

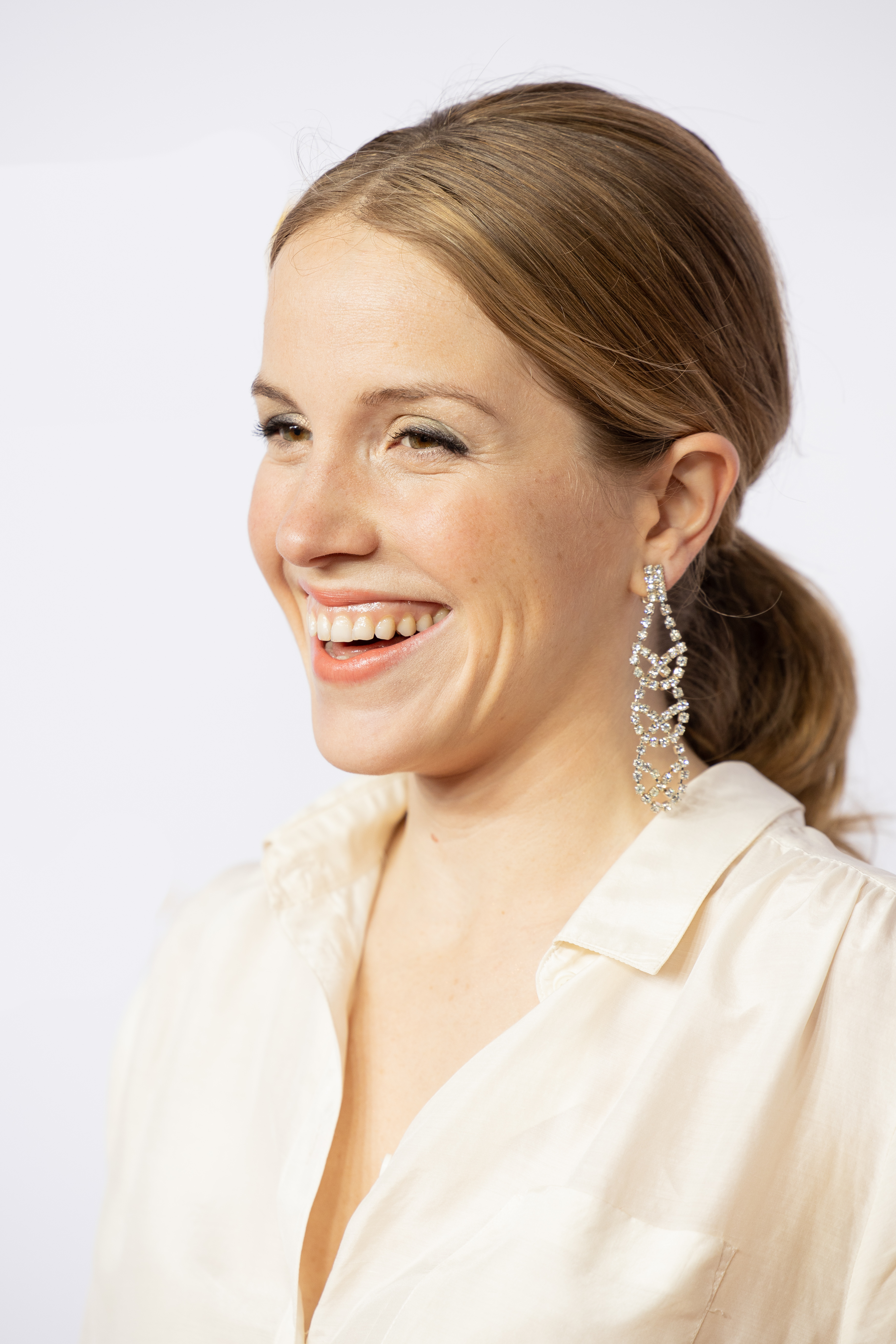
Paula Kalenberg (* 1986)

- Kalenborn, Heinz (1927–2021), deutscher Architekt
- Kalendareva, Elina, usbekische Violinistin
- Kalendareva, Lidia (* 1982), russisch-deutsche Film- und Ballettkomponistin, Konzertpianistin und Kulturmanagerin
- Kalender, Abdulkadir (* 1992), deutscher Karate-Weltmeister
- Kalender, Admir (* 2001), kroatischer Tennisspieler
- Kalender, Barbara (* 1958), deutsche Verlegerin, Buchgestalterin, Schriftstellerin und Bloggerin
- Kalender, Engin (* 1984), deutsch-türkischer Fußballspieler
- Kalender, Tom (* 2008), deutscher Automobilrennfahrer
- Kalender, Willi A. (1949–2024), deutscher Physiker, Medizinphysiker, Erfinder und Wissenschaftler
- Kalendrusch, Hans-Joachim (* 1939), deutscher Politiker (CDU), MdL Mecklenburg-Vorpommern
- Kalenga Badikebele, Léon (1956–2019), kongolesischer Geistlicher, Erzbischof und Diplomat des Heiligen Stuhls
- Kalenga, Daniel (* 1965), sambischer Politiker, stellvertretender Minister für Landwirtschaft und Kooperativen von Sambia
- Kalenga, Oly Ilunga (* 1960), kongolesischer Politiker, Gesundheitsminister der Demokratischen Republik Kongo
- Kalenga, Youri Kayembre (* 1988), kongolesischer Boxer
- Kalenitschenko, Danylo (* 1994), ukrainischer Tennisspieler
- Kalenter, Ossip (1900–1976), deutscher Schriftsteller
- Kalentjewa, Irina Nikolajewna (* 1977), russische Mountainbikerin
- Kalenz, Armine (1920–2007), armenische Malerin und Hochschullehrerin
- Kalenz, Harutjun (1910–1967), armenisch-sowjetischer Maler

### Kalep
- Kalepky, Theodor (1862–1932), deutscher Romanist und Sprachwissenschaftler

### Kaler
- Kaler, Michael von (* 1961), deutscher Bildhauer
- Kaler-Reinthal, Emil (1850–1897), österreichischer Journalist und Arbeiterführer
- Kalergis, James G. (1917–1991), US-amerikanischer Offizier, Generalleutnant der US Army
- Kalergis, Maria (1822–1874), polnische Pianistin und Mäzenin
- Kaleri, Alexander Jurjewitsch (* 1956), russischer Kosmonaut
- Kaleri, Anna (* 1974), deutschsprachige Autorin
- Kaleri, Leontij, Bürgermeister von Mariupol

### Kales
- Kales-Wallner, Elisabeth (1951–2005), österreichische Operettensoubrette und Kammersängerin
- Kaleshwar, Sai (1973–2012), hinduistischer Guru (Swami) nach der Linie von Shirdi Sai Baba
- Kalesidis, Anna-Maria, russische Opernsängerin in der Stimmlage Sopran
- Kaleski, Robert (1877–1961), australischer Journalist, Schriftsteller, Kynologe und Hundezüchter
- Kalesnikawa, Maryja (* 1982), belarussische Bürgerrechtlerin und MenschenrechtsaktivistinMaryja Kalesnikawa (* 1982)

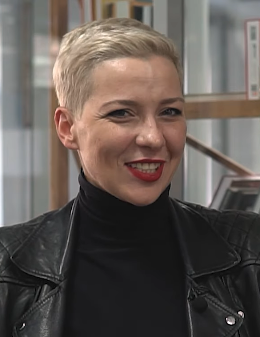
Maryja Kalesnikawa (* 1982)

- Kalesse, Markus (* 1961), deutscher Chemiker

### Kalet
- Kaleta, Andrzej (* 1956), polnischer Wirtschaftswissenschaftler
- Kaleta, Andrzej (* 1957), polnischer Geistlicher, römisch-katholischer Weihbischof in Kielce
- Kaleta, Erhard Franz (* 1939), deutscher Tierarzt
- Kaleta, Janusz (* 1964), polnischer laisierter Geistlicher und Bischof von Karaganda
- Kaleta, Karolina (* 2002), polnische Skilangläuferin
- Kaleta, Patrick (* 1986), US-amerikanischer Eishockeyspieler
- Kaleta, Weronika (* 1999), polnische Skilangläuferin
- Kaletka, Nikol (* 1995), polnische Fußballspielerin
- Kaletsch, Clemens (* 1957), deutscher Maler
- Kaletsch, Hans (1929–2020), deutscher Althistoriker
- Kaletsch, Konrad (1898–1978), deutscher Unternehmer
- Kaletsky, Noel (1937–2023), US-amerikanischer Jazzmusiker (Saxophon, Klarinette)

### Kalev
- Kalev, Sagi (* 1971), israelischer Bodybuilder
- Kaleve, Gustav (1884–1976), deutscher Flötist

### Kalew
- Kalew, Iwajlo (* 1946), bulgarischer Eishockeyspieler
- Kalew, Kamen (* 1975), bulgarischer Regisseur

### Kalex
- Kalex, Helmut (1931–2011), deutscher Althistoriker

### Kaley
- Kaleyta, Timon Karl (* 1980), deutscher Autor und MusikerTimon Karl Kaleyta (* 1980)

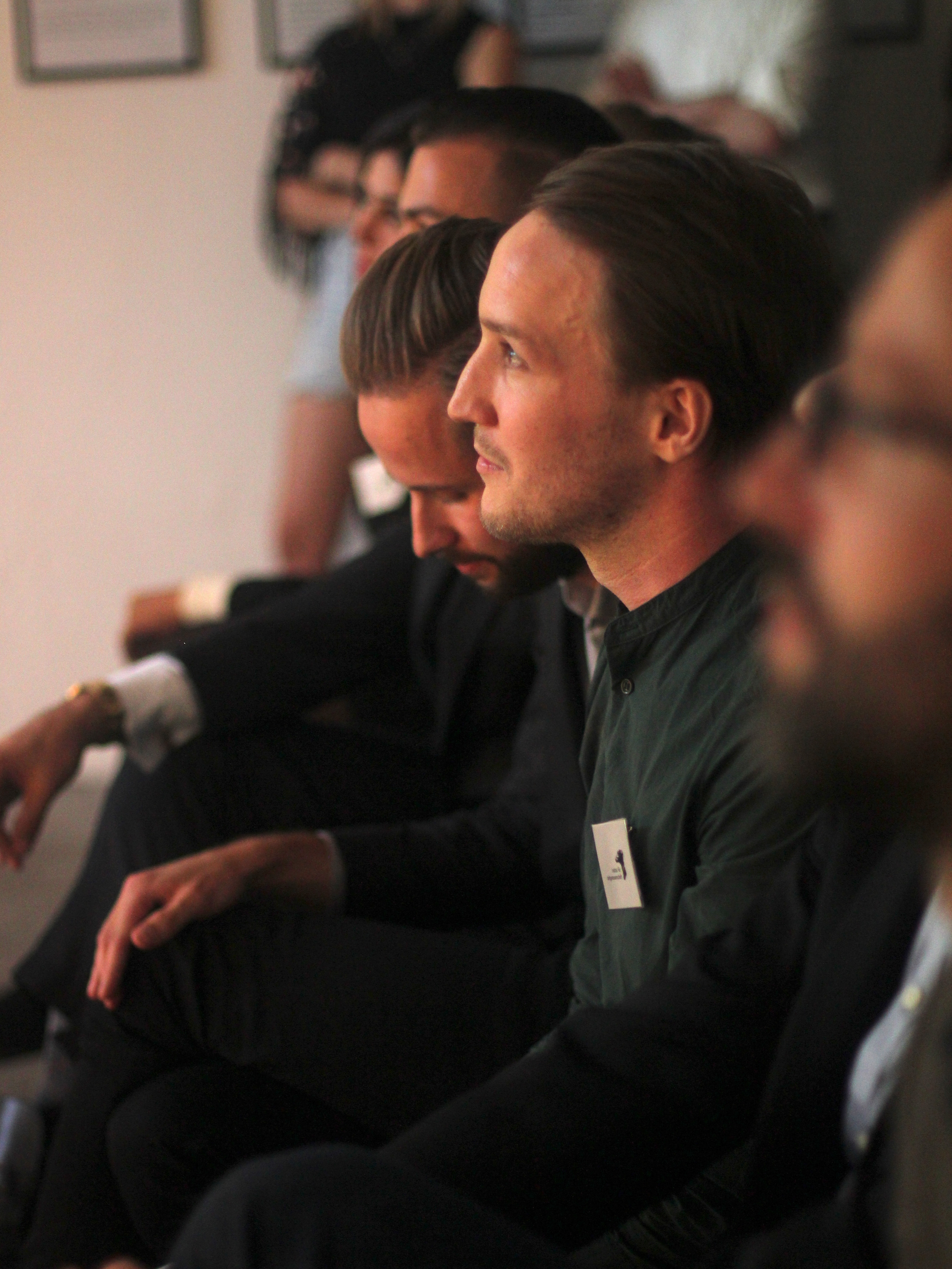
Timon Karl Kaleyta (* 1980)

### Kalez
- Kalezić, Darije (* 1969), bosnisch-schweizerischer Fußballspieler und heutiger -trainer
- Kalezić, Slavko (* 1985), montenegrinischer Sänger
- Kalezić, Vasko (* 1994), montenegrinischer Fußballspieler